# Aurearenaceae
Famille
Les Aurearenaceae sont une famille d’algues de l’embranchement des Ochrophyta, de la classe des Aurearenophyceae et de ordre des Aurearenales.
L'espèce Aurearena cruciata a été isolée dans le sable d'une plage du Japon. Des études phylogénétiques moléculaires ont suggéré que cette algue était un membre nouveau et indépendant du clade comprenant les classes des Phaeophyceae et des Xanthophyceae. La nouvelle classe des Aurearenophyceae a donc été proposée pour cet organisme.

## Étymologie
Le nom vient du genre type Aurearena, dérivé du latin par son préfixe latin aurea-, or, et son suffixe -arena, sable, littéralement « or de sable », en référence au lieu sablonneux où a été découvert l'organisme.

## Liste des genres et espèces
Cette famille n'est pas référencée par AlgaeBase (12 mars 2022)
Selon World Register of Marine Species (12 mars 2022) :
- Aurearena Kai, Yoshii, Nakayama & Inouye, 2008
  - Aurearena cruciata Kai, Yoshii, Nakayama & Inouye, 2008